# Батырево (Граховский район)
Батырево (удм. Тыло) — деревня в Граховском районе Удмуртии, входит в Лолошур-Возжинское сельское поселение. Находится в 20 км к юго-западу от Грахово.

## Население
| 2003 | 2010 | 2012 |
| ---- | ---- | ---- |
| 4    | ↘0   | →0   |

1. 1 2  Каталог населённых пунктов Удмуртской Республики. Численность постоянного населения на 1 января 2012 года
2. ↑  Всероссийские переписи населения 2002 и 2010 годов